# Natalia Melgoza
Natalia Montserrat Melgoza Arreola (4 de julio de 1997) es una futbolista profesional mexicana. Juega como defensa en el Club de Fútbol Pachuca de la Primera División Femenil de México, siendo titular en tal equipo.

## Clubes
| Club                   | País   | Año             |
| ---------------------- | ------ | --------------- |
| Club de Fútbol Pachuca | México | 2017 - Presente |

## Palmarés

### Campeonatos nacionales
| Título                          | Equipo                 | País   | Año  |
| ------------------------------- | ---------------------- | ------ | ---- |
| Copa de la Liga MX Femenil 2017 | Club de Fútbol Pachuca | México | 2017 |